# Watertown (Dakota del Sud)
Watertown è una città e il capoluogo della contea di Codington nello Stato del Dakota del Sud, negli Stati Uniti. Aveva una popolazione di 22 655 abitanti al censimento del 2020, rendendola la quinta città più popolosa dello Stato. È anche la città principale dell'area micropolitana di Watertown, che comprende le contee di Codington e Hamlin.
A Watertown ha sede il Redlin Art Center, che possiede una raccolta di opere d'arte di Terry Redlin, uno dei più famosi pittori statunitensi, raffiguranti la fauna selvatica. Watertown è situata tra il lago Pelican e il lago Kampeska, che fornirono ispirazione a Redlin per le sue opere. Inoltre ha sede il Bramble Park Zoo. Watertown è considerata la città più costosa del Dakota del Sud per l'acquisto di una proprietà; il prezzo medio di un appartamento è di 200.000$.

## Geografia fisica
Secondo l'Ufficio del censimento degli Stati Uniti, ha una superficie totale di 25,04 mi² (64,85 km²).

## Storia
Watertown è stata fondata nel 1879 come capolinea, quando la Chicago & Northwestern Railroad decise di riaprire una tratta della linea ferroviaria che era stata costruita nei pressi del lago Kampeska. Nonostante la presenza di fiumi e laghi nella zona, prende il nome dall'omonima città nello Stato di New York, da dove provenivano i fratelli John E. Kemp e Oscar P. Kemp, i fondatori della città. La città in origine, secondo i piani, doveva chiamarsi Kampeska.
Durante gli anni 1880, in seguito all'espansione a ovest delle ferrovie, Watertown divenne un importante centro per i trasporti. Insieme ad altre città, Watertown venne proposta per essere la capitale del nuovo Stato del Dakota del Sud. Tuttavia, la scelta ricadde su Pierre, poiché era geograficamente più vicina al centro dello Stato. L'attuale giornale della città, il Watertown Public Opinion, ha iniziato a essere pubblicato nel 1887.
Verso la metà del XX secolo, l'Interstate 29 è stata costruita attraverso la parte orientale del Dakota del Sud. Il percorso prevedeva una leggera curva per avvicinarsi all'autostrada a Watertown. La costruzione dell'autostrada ha portato benefici economici per Watertown e i vicini centri abitati.

## Società

### Evoluzione demografica
Secondo il censimento del 2020, la popolazione era di 22 655 abitanti.